# اسکنر
پویشگر (به انگلیسی: Scanner) وسیله‌ای است برای تصویربرداری از سندی کاغذی.

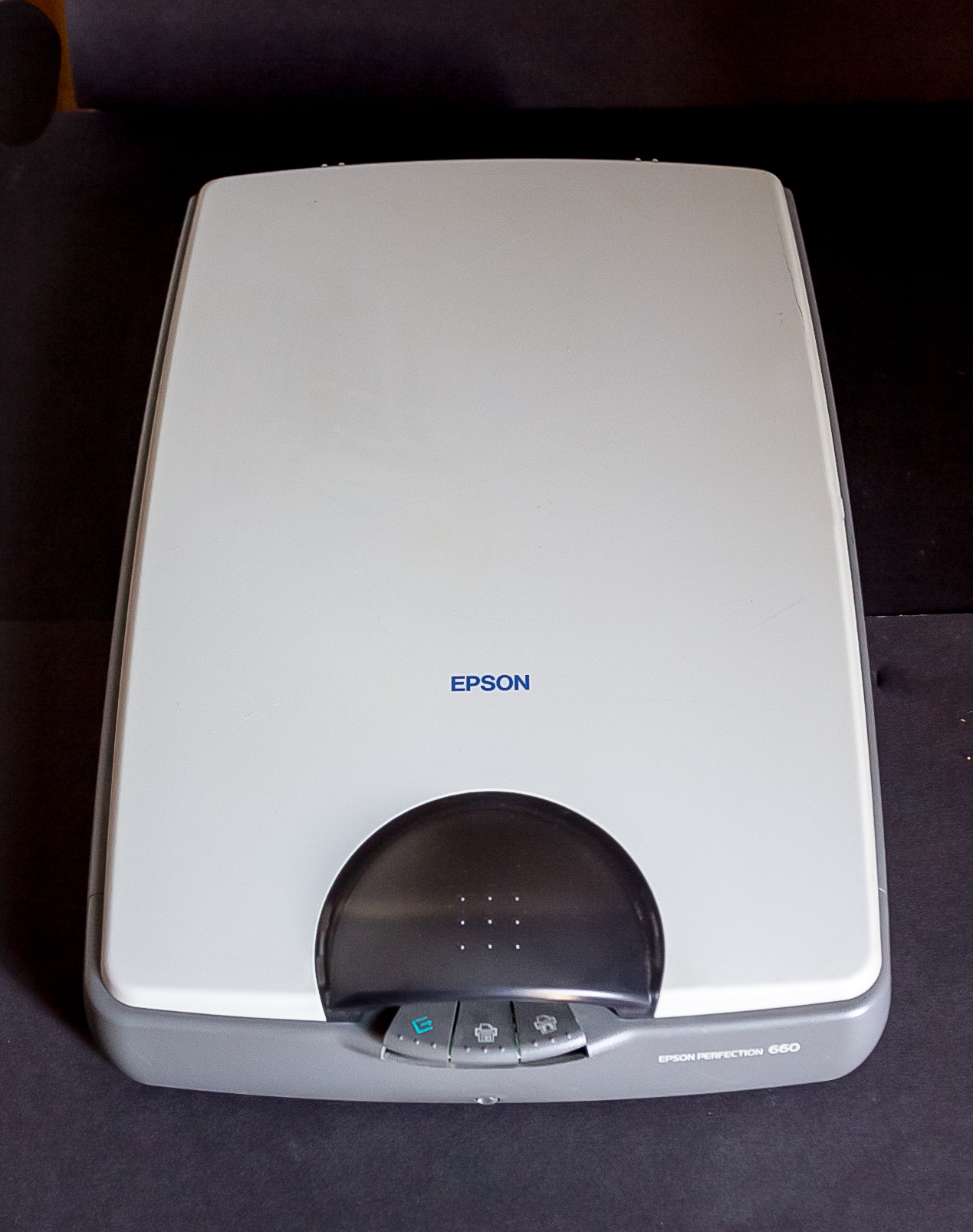
یک پویشگر

پویشگرها دستگاه‌هایی برای ورود عکس یا متن به رایانه می‌باشند و شرکت‌های تولیدکننده پویشگر همان شرکت‌های تولیدکننده چاپگرها هستند.
پویشگرها شمایلی مانند دستگاه فتوکپی دارند. در محفظه‌ای که در آن کاغذ قرار می‌گیرد تصویر یا متن مورد نظر در رایانه وارد می‌شود. اگر ما بخواهیم متنی را وارد رایانه کنیم باید تصویر را با برنامه‌ها و نرم‌افزارهای مخصوص تبدیل به متن کنیم.
در پشت پویشگر دو خروجی وجود دارد که به یکی از آن‌ها از طرف رایانه فیش متصل می‌شود و به دیگری فیشی از طرف چاپگر متصل می‌شود. رنگ فیش خروجی پویشگر هم آبی است.

## پویشگر تصویر

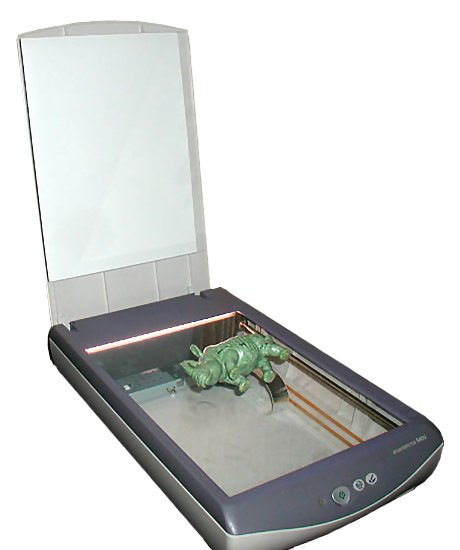
یک پویشگر صفحه تخت با درب باز

پویشگرها یکی از انواع دستگاه‌های ورودی هستند که به دلیل کاربردهای وسیع و متفاوتی که دارند، از تنوع و گستردگی بسیاری برخوردارند، برای مثال، پویشگر اثر انگشت و پویشگر چهره یا حتی انواعی از پویشگرها که برای بررسی مغز و قسمت‌های مختلف بدن مورد استفاده قرار می‌گیرند و نقش به سزایی در شاخهٔ پزشکی دارند. پویشگرهای تصویر نیز، یکی از انواع پویشگرها هستند که برای انتقال تصاویر، متون یا دست نوشته‌ها به رایانه به منظور ذخیره یا ویرایش آنها، مورد استفاده قرار می‌گیرند. این پویشگرها نیز به نوبهٔ خود دارای انواع متفاوتی هستند که از میان آنها، پویشگرهای صفحه تخت (مسطح)، به دلیل قیمت مناسب، کیفیت مطلوب و استفادهٔ راحت، رایجترین نوع پویشگرها محسوب می‌شوند؛ ولی انواع دیگری از پویشگرها نیز وجود دارند که کمتر شناخته شده‌اند و کاربردهای تخصصی یا حرفه‌ای دارند. در این مقاله به‌طور عمده به معرفی این پویشگرها و انواع آن‌ها می‌پردازیم. در انتخاب یک پویشگر، مهمترین عامل، نیاز خریدار و سطح استفاده از آن است. در ادامهٔ این مقاله، به معرفی برخی ویژگی‌ها و اصطلاحاتی می‌پردازیم که هنگام انتخاب پویشگر، باید به آن‌ها توجه کرد.
پویشگرها را می‌توان جانشینی برای دستگاه‌های اولیهٔ عکس برداری از مسافت دور دانست، که یک سیگنال آنالوگ خطی را از میان خطوط استاندارد تلفن به گیرنده ارسال می‌کردند و به‌طور همزمان، شکل متناسب با آن، روی کاغذ مخصوص چاپ می‌شد. این سیستم بین سالهای ۱۹۲۰–۱۹۹۰ مورد استفاده بود. تصاویر رنگی نیز به شکل ۳ تصویر مجزای قرمز- سبز- آبی فرستاده می‌شد، که البته به دلیل هزینهٔ بالای ارسال، انتقال تصاویر رنگی به این روش، تنها به مناسبتهای خاص صورت می‌گرفت. این دستگاه‌ها به تدریج توسعه یافتند و در نهایت به شکلی که امروزه مورد استفاده قرار می‌گیرند درآمدند. از آنجا که پویشگرها کاربرد گسترده‌ای در صنعت و امور گرافیکی دارند، بر آن شدیم تا در این مقاله، به بررسی پویشگرها و انواع آن‌ها بپردازیم.

## پویشگر چیست؟
پویشگر، وسیله‌ای است که به صورت نوری، تصاویر، متون یا دست نوشته‌ها را پویش می‌کند و به تصویر دیجیتال تبدیل می‌کند.
نخستین پویشگر تصویر، یک پویشگر استوانه‌ای بود که در سال ۱۹۵۷ در ادارهٔ ملی استاندارد در آمریکا به وسیلهٔ تیمی به سرپرستی راسل کریش ساخته شد. اولین تصویری که با این ماشین پویش شد، عکس والدن، فرزند ۳ماههٔ کریش بود که وضوحی برابر ۱۷۶ پیکسل داشت.

## تصویر دیجیتال چیست؟
برای تهیهٔ یک تصویر دیجیتال، پویشگر، متن یا تصویر مورد اسکن را به عنوان مجموعه‌ای از نقاط تیره و روشن در نظر می‌گیرد. سپس نقاط تیره را به ۱ و نقاط روشن را به ۰ تبدیل می‌کند. به این ترتیب، تصویر به مجموعه‌ای از ۰ها و ۱ها تبدیل می‌شود که به آن تصویر دیجیتال می‌گویند و قابل انتقال به رایانه و ذخیره‌سازی در آن است.

## انواع پویشگر

### پویشگرها صفحه تخت یا مسطح
متداولترین نوع پویشگر(Scanner) هستند که در آن‌ها تصویر مورد پویش روی صفحهٔ تخت پویشگر قرار می‌گیرد و هد پویش‌کنندهٔ متحرک با عبور از مقابل آن، از تصویر نمونه برداری می‌کند.
این پویشگرها دارای ۲ نوع تکنولوژی ساخت هستند:

#### دستگاه بار جفت شده
دستگاه بار جفت شده (به انگلیسی: CCD scanner) مجموعه‌ای از دیودهای کوچک حساس به نور هستند که نور را به الکترون تبدیل می‌کنند. هنگامی که یک عکس روی صفحه شیشه‌ای پویشگر قرار می‌گیرد، ابتدا به وسیلهٔ یک لامپ زنون یا یک لامپ فلوئورسنت کاتد سرد روشن می‌شود. (در پویشگرهای قدیمی تر از لامپ‌های فلوئورسنت معمولی استفاده می‌شد که از شفافیت تصویر کم می‌کرد.) پس از این مرحله، تصویر سند به وسیله یک آینهٔ زاویه دار به یک آینه دیگه منعکس می‌شود. بعضی از پویشگرها دو آینه و برخی دیگر سه آینه دارند. هریک از این آینه‌ها، تقعر کمی دارند که باعث می‌شود تصویر منعکس شده در یک سطح کوچک‌تر متمرکز و در نتیجه وضوح تصویر بیشتر شود. آخرین آینه، تصویر را به یک لنز منعکس می‌کند. لنز نور را از طریق یک سری فیلتر که کارشان جدا کردن سه رنگ قرمز، آبی و سبز به کار رفته در تصویر است روی دستگاه بار جفت‌کننده متمرکز می‌کند. این دستگاه یک آرایه از دیودهای نوری است که فوتون‌های نور را به الکترون‌ها یا بار الکتریکی تبدیل می‌کند. این دیودها، حساس به نور هستند. هرچه نوری که به یک دیود می‌تابد، روشن‌تر باشد، بار الکتریکی که در آن مکان جمع می‌شود نیز بیشتر خواهد بود. به این ترتیب، رنگهای مختلف تصویر، بسته به شدت روشنایی که دارند، از طریق دیودهای موجود در دستگاه بار جفت‌کننده، به ولتاژ الکتریکی تبدیل می‌شوند. کل مکانیسم بیان شده شامل آینه‌ها، لنز، و دستگاه بار جفت‌کننده، هد اسکن‌کننده را می‌سازند. این هد که به آرامی روی سند حرکت می‌کند، به وسیلهٔ یک تسمه به یک موتور پله‌ای متصل است که هد را به جلو می‌برد. هد اسکن‌کننده از یک طرف نیز به یک میله متصل است که از ایجاد انحراف یا لغزش در مسیر هد، هنگام خواندن سند، جلوگیری می‌کند. تنظیمات دقیق اجزای مختلف هد، به مدل پویشگر بستگی دارد. پویشگرها از نظر شفافیت و وضوح تصویر با هم تفاوت دارند که این مسئله به تعداد سنسورها در هر سطر آرایهٔ دستگاه بار جفت‌کننده، دقت موتور پله‌ای، کیفیت لنز و نیز میزان روشنایی منبع نور بستگی دارد. بدیهی است که یک لامپ زنون با روشنایی زیاد به همراه یک لنز با کیفیت بالا، نسبت به یک لامپ فلوئورسنت با یک لنز معمولی، تصویری با کیفیت بسیار بالاتر ایجاد خواهند کرد.

#### حسگر تماسی تصویر
در این حسگرها، دستگاه بار جفت‌کننده، آینه‌ها، فیلترها و لامپ، با ردیفی از دیودهای ساطع‌کنندهٔ نور، تعویض شده‌اند. مکانیزم حسگر، مرکب از ۳۰۰ تا ۶۰۰ حسگر حساس به نور است که در طول ناحیه اسکن قرار گرفته‌اند. این حسگرها به سطح مسطح شیشه‌ای که سند بر روی آن قرار می‌گیرد بسیار نزدیک هستند. هنگام اسکن تصاویر، نور دیودهای ساطع‌کننده، با یکدیگر ترکیب می‌شود تا یک نور سفید یکنواخت تولید گردد. سپس نور منعکس شده توسط حسگرها ثبت می‌گردد.]۳[تکنولوژی حسگر تماسی، نسبت به دستگاه بار جفت‌کننده، ارزانتر است. علاوه بر این، از آنجا که به سیستم آینه‌ها و لنزها نیاز ندارد، کوچک‌تر و سبک‌تر است و مصرف انرژی الکتریکی آن کمتر است. از سوی دیگر، پویشگرهای مجهز به دستگاه بار جفت‌کننده، تصویری با وضوح و کیفیت بالاتر ارائه می‌دهند.

### پویشگرهای استوانه‌ای
این پویشگرها بیشتر در شرکت‌های بزرگ چاپ و نشر مورد استفاده قرار می‌گیرند و دارای کیفیت باور نکردنی هستند. آن‌ها از تکنولوژی لامپ تقویت‌کننده نور استفاده می‌کنند در این تکنولوژی، اسناد و تصاویری که باید اسکن شوند، بر روی یک استوانه شیشه‌ای پیچیده می‌شوند. در مرکز این سیلندر، یک شعاع شکن وجود دارد که نور منعکس شده را به سه قسمت مساوی تقسیم می‌کند. هر شعاع نور از یک فیلتر رنگی (سبز، آبی و قرمز) (RGB) عبور کرده و در لامپ تقویت‌کننده نور به یک سیگنال الکتریکی تبدیل می‌شود.

### پویشگر دستی
تکنولوژی اولیهٔ ساخت این پویشگرها، مشابه پویشگرهای صفحه تخت است، با این تفاوت که به حای استفاده از موتور برای حرکت، از نیروی انسانی استفاده می‌کنند. با وجود اینکه سرعت اسکن آن‌ها بالاست، ولی تصویری با کیفیت کمتر ایجاد می‌کنند. از این پویشگرها معمولاً در طراحی صنعتی، ازرسی و آنالیز کردن و وسایل پزشکی استفاده می‌شود.
در دنیای امروز، ماشین‌های اداری وسایلی ضروری در هر خانه یا اداره‌اند. ماشین‌های اداری ای از قبیل چاپگر، پویشگر، نوت بوک، تبلت‌ها و.... پویشگر یکی از مهمترین این ماشین هاست که بیشترین کاربرد آن پویش کردن اسناد در دفاتر اداری و شرکت هاست. البته لازم است ذکر شود؛ همان‌طور که پویشگر برای دفاتر و شرکت‌ها ضروری است، یک دانشجو، طراح، حسابدار و... نیز کمابیش به آن نیازمندند.
کاربری پویشگرها، همواره همراه با مشکلات و سختی‌هایی هم هست. مثلاً کتاب‌های قطور یا صفحات بزرگی مثل روزنامه‌ها، یا کاغذهایی که به هم منگنه شده‌اند، خیلی سخت بر روی دستگاه قرار می‌گیرند.
این مشکل‌ها با استفاده از یک پویشگر دستی قابل حمل به کاری لذت بخش بدل می‌شود. به راحتی می‌توان یک پویشگر دستی ۲۱۲ گرمی را در دست گرفت و روی کتاب قطور و سنگین ۳ کیلوگرمی مورد نظر کشید تا پویشی با کیفیت بالا گرفت.
این پویشگر، بدون نیاز به رایانه و به‌طور مستقل، با دارا بودن یک کارت حافظه میکرو اس دی (Micro SD)، تمام تصاویر پویش شده را روی حافظه داخلی خود ذخیره می‌کند.
پس از پویش، از طریق حافظه میکرو اس دی موجود در آن – که تا ۳۲ گیگابایت قابل ارتقا است- می‌توانید با قرار دادن حافظه داخل تلفن همراه خود، همان لحظه اسکن را مشاهده کنید یا با استفاده از کابل یو اس بی یا درگاه کارت حافظه، اطلاعات را به سادگی بر روی رایانه، موبایل، دوربین و... منتقل کنید.
تمایز این محصول با پویشگرهای رومیزی در نحوه شروع به کار آنهاست، به‌طوری‌که در پویشگر رومیزی ابتدا باید نرم‌افزار مخصوص اسکن را بر روی رایانه خود نصب کرده و پس از نصب برنامه اقدام به اجرای پویش از طریق نرم‌افزارهای سیستم عامل یا خود سازنده نموده که این فرایند- بدون احتساب نصب برنامه اولیه- ۳۰ ثانیه تا یک دقیقه زمان برخواهد بود. اما با استفاده از پویشگر دستی، احتیاج به نصب هیچ برنامه‌ای نبوده و فقط کافیست دکمه اسکن را روی دستگاه فشار دهید و از نقطه شروع تا نقطهٔ پایانی مدنظر پویشگر را حرکت دهید.
پویشگر دستی قابل حمل

### پویشگر شیت فد
این پویشگرها نیز شبیه پویشگرهای صفحه تخت هستند، با این تفاوت که به جای هد اسکن‌کننده، سند حرکت می‌کند و معمولاً برای اسکن کردن متون و اسناد مورد استفاده قرار می‌گیرد.باید توجه داشت که به علت حرکت تصویر و متن در پویشگر معمولاً کیفیت پایین می‌باشد.
انتقال تصویر دیجیتال به رایانه
برای آنکه تصویر اسکن شده مفید واقع شود، باید از پویشگر به نرم-افزارهایی که روی رایانه اجرا می‌شوند، انتقال یابد. به منظور اتصال فیزیکی پویشگر به رایانه، از چهار روش ذیل استفاده می‌شود:

### اتصال موازی
بیشترین سرعت انتقال اطلاعات در این روش، ۷۰ کیلوبایت بر ثانیه است، به همین دلیل کندترین روش انتقال اطلاعات محسوب می‌شود. مهمترین مزیت استفاده از پورت‌های موازی، صرفهٔ اقتصادی آنهاست، چون نیازی به اضافه کردن کارت‌های واسط، برای اتصال به رایانه ندارند.

### واسط کوچک سیستم‌های رایانهی
در این روش برای اتصال پویشگر به رایانه، به یک کارت واسط نیاز داریم. کارت‌های واسط، از بیشترین سرعتی که کنترل‌کننده و پویشگر دارند، برای انتقال داده‌ها استفاده می‌کند.

### گذرگاه سری همه منظوره
پویشگرهایی که از این روش برای انتقال اطلاعات استفاده می‌کنند، سریعتر و ارزانتر از پویشگرهای دارای تکنولوژی کارت‌های واسط هستند. گذرگاه‌های ۱٫۱ اطلاعات را با سرعت۱٫۵ مگابایت در ثانیه انتقال می‌دادند که کندتر از کارت‌های واسط (روش قبلی) عمل می‌کرد، ولی استاندارد ۲٫۰ به‌طور تئوری، اطلاعات را با سرعتی معادل ۶۰ مگابایت در ثانیه انتقال می‌دهد.

### گذرگاه سریال فایروایر
واسطی که از استاندارد ۱٫۱ گذرگاه سری همه منظوره بسیار سریعتر بوده و قابل مقایسه با استاندارد ۲٫۰ می‌باشد. دارای سرعت‌های ۲۵، ۵۰، ۱۰۰، ۴۰۰ و ۸۰۰ مگابایت در ثانیه است. از آنجا که به‌کارگیری آن ساده‌تر و ارزانتر از کارت‌های واسط است، در بسیاری از وسایل، جایگزین کارت‌های واسط شده‌است. نتیجهٔ اسکن، یک تصویر قرمز، سبز، آبی غیر فشرده است که می‌توان آن را روی حافظه‌های مجازی ذخیره کرد یا به وسیلهٔ برنامه‌های گرافیکی پردازش نمود.

## نرم‌افزارهای واسط
این نرم‌افزارها به عنوان یک مترجم بین پویشگر و هر برنامهٔ کاربردی هستند. برخی نرم‌افزارهای کاربردی نظیر مغازهٔ عکس،
باید با پویشگر در ارتباط باشند، اما از آنجا که پویشگرهای متفاوتی وجود دارد که هر یک از پروتکل خاصی استفاده می‌کند و به منظور ساده‌سازی طراحی این نرم‌افزارهای کاربردی، نرم‌افزارهای واسط طراحی شدند.
نرم‌افزار واسط، واسطی متحد و یکسان بین پویشگرهاست. به عبارت دیگر، با وجود نرم‌افزارهای واسط، نرم‌افزار کاربردی به منظور دستیابی به پویشگر، نیازی به دانستن جزئیات دقیق آن ندارد.
سازندهٔ هر پویشگر، نرم‌افزارهایی را به منظور ترجمهٔ نرم‌افزار واسط به دستورات اولیهٔ قابل فهم برای کنترل‌کننده‌های سخت‌افزار، فراهم می‌کند. به این ترتیب، نرم‌افزارهای واسط هیچگاه مستقیماً به دستگاه (سخت‌افزار) دسترسی نخواهند داشت. برخی پویشگرها به گونه‌ای طراحی می‌شوند که بیش از یک نرم‌افزار واسط را پشتیبانی می‌کنند.
یکی از انواع این نرم‌افزارها، نرم‌افزار «تکنولوژی بدون نام جالب» است که در سال ۱۹۹۲ ارائه شد و آخرین نسخهٔ آن، که در نوامبر ۲۰۰۸ ارائه شد، نسخهٔ ۲٫۰ است.

## پویش کردن اسناد و متون
از آنجا که پویشگرهای متن برای پردازش حجم زیادی از اسناد و اوراق مورد استفاده قرار می‌گیرند، سرعت و جابجایی اوراق در آن‌ها اهمیت بیشتری دارد. (سرعتی بین ۲۰-۱۵۰ کاغذ در دقیقه) در مقابل، در مقایسه با پویشگرهای تصویر، به وضوح کمتری احتیاج دارند (بین ۱۵۰- ۳۰۰ نقطه در اینچ) و معمولاً سیاه و سفید هستند. برخی مدل‌های پیچیده‌تر از این پویشگرها، نرم افزاهایی دارند که قادر است هنگام اسکن کردن، علامت‌های زاید روی صفحات را نیز تشخیص داده، در نتیجه هنگام اسکن کردن آن‌ها را از بین ببرد. به منظور ترجمهٔ مکانیکی یا الکتریکی تصاویری از دست نوشته‌ها و متون چاپ شده، به متن قابل جستجو و ویرایش، از نرم‌افزار شناخت نوری کاراکترها استفاده می‌شود. شناخت نوری کاراکترها، بخشی از تحقیقات در زمینهٔ شناخت الگو، هوش مصنوعی و بینایی ماشین است. نرم‌افزارهای اولیه تنها قادر به خواندن فونت‌های خاصی بودند. ولی در حال حاضر، سیستم‌های هوشمند با درجهٔ بالایی از دقت، تولید شده‌اند که علاوه بر توانایی شناسایی فونت‌های بیشتر، اجزای غیر متنی سند را نیز تشخیص می‌دهند.
اگرچه اسکن کردن اسناد به این روش سریع و اتوماتیک انجام می‌شود، ولی آماده‌سازی صفحات برای عمل اسکن کردن، کاری بسیار دقیق است که نیاز به کار انسانی دارد. منظور از آماده‌سازی، دسته‌بندی اوراق به صورتی است که کاملاً واضح و مرتب باشند و تاشدگی یا هر نقص دیگری که موجب گیر کردن صفحات در پویشگر شود، در این صفحات وجود نداشته باشد. یکی از کاربردهای این پویشگرها، در کتابخانه‌ها، به منظور تهیهٔ آرشیو الکترونیکی و نیز حفظ کتب خطی از خطر پارگی است.

## عوامل مؤثر در دقت و کیفیت پویشگر

### عمق رنگ
تعداد رنگهایی که در یک پیکسل وجود دارد. این متغیر به تعداد بیت‌های تشکیل دهندهٔ هر پیکسل بستگی دارد. به این ترتیب، در تصاویر سیاه سفید هر پیکسل از ۱ بیت و در تصاویر رنگی، هر پیکسل از ۲۴ بیت (۱۶٫۷ میلیون رنگ) تشکیل شده‌است.

### وضوح تصویر
تعداد نقاط (پیکسل یا نمونه‌ها) (Resolution)موجود در یک اینچ از تصویر اسکن شده را وضوح آن تصویر گویند که با یکای نقطه در اینچ بیان می‌شود. هرچه مقدار آن بیشتر باشد، تصویر حاصل یکنواخت‌تر خواهد بود و بر اثر درشتنمایی تصویر یا افزایش اندازهٔ آن، پیکسل‌های منفرد کمتر آشکار می‌شود.
نکتهٔ مهم دربارهٔ سندهای متنی آن است که میزان وضوح تصویر، تأثیر چندانی در نتیجهٔ اسکن نخواهد داشت، چرا که متن‌ها از دقت چندانی برخوردار نیستند. به همین دلیل است که پویشگرهای متن بیش از آنکه روی افزایش وضوح تأکید داشته باشند، بر سرعت اسکن دقت دارند.

## نتیجه‌گیری و جمع‌بندی
پویشگرها از تنوع و گستردگی بسیاری برخوردارند، همین امر ممکن است موجب بروزمشکلاتی هنگام انتخاب و خرید آن‌ها شود. مهمترین نکته هنگام انتخاب یک پویشگر مناسب، سطح کاری است که ما از آن انتظار داریم و هزینه‌ای که می‌خواهیم برای آن پرداخت کنیم. پویشگرهای استوانه‌ای، تصاویری با کیفیت بسیار عالی تولید می‌کنند، ولی از آنجا که قیمت بالایی دارند و حجم زیادی را اشغال می‌کنند، برای کارهای خانگی مناسب نیستند، به همین ترتیب، اگر به دنبال پویشگری برای تصاویر هستیم، بیش از هر چیز باید به وضوح تصویر حاصل از آن و عمق رنگ پویشگر دقت کنیم.
برای اسکن کردن متون، نکتهٔ حائز اهمیت، سرعت پویشگر و امکانات پویشگر برای جابجایی کاغذ در اندازه‌های گوناگون است. وضوح تصویر در این پویشگرها، تأثیر چندانی ندارد.
نوع اتصال پویشگر به رایانه نیز از نکاتی است که باید به آن توجه شود، در صورتی که، این پویشگر از گذرگاه سریال همه منظوره یا گذرگاه سریال فایروایر استفاده می‌کند، آیا رایانه شما، به این درگاه‌ها مجهز است؟ از سوی دیگر، کابل‌های اتصال موازی، با وجود صرفهٔ اقتصادی ای که برای تولیدکنندگان دارند، سرعت نسبتاً پایینی در انتقال اطلاعات دارند.
هنگام خرید پویشگر، علاوه بر قطعات سخت‌افزاری، نرم‌افزارهایی نیز ارائه می‌شوند که کاربران را در استفادهٔ مناسب و بهینه از دستگاه یاری می‌کنند، یکی از انواع این نرم‌افزارها، نرم‌افزار شناسایی نوری کاراکترهاست که تولید آن، نقش به سزایی در سرعت بخشیدن به عملیاتهای رایانهی داشت. وظیفهٔ این نرم‌افزار، تولید فایلهای قابل جستجو و ویرایش است.

## پویشگر نوری
یک دستگاه ورودی که با استفاده از تجهیزات نوری، کاغذ یا هر نوع سند دیگر را پویش کرده و الگوی تاریک وروشن (یا رنگی) حاصله را به سیگنال دیجیتال (رقمی) قابل استفاده برای نرم‌افزار تشخیص نویسه یا نرم‌افزار گرافیکی تبدیل می‌کند. متداول‌ترین نوع پویشگرها، پویشگر مسطح است که اسناد به‌طور ثابت روی ان قرار می‌گیرندد و بخش پویش در طول آن حرکت می‌کند. نمونه بارز و عمومی این نوع پویشگر دستگاه فتوکپی می باشد. پویشگرهای دیگر، مانند دستگاه‌های دورنگار، برگه‌های کاغذ را به طرف داخل کشیده و از روی بخش پویش که ثابت است عبور می‌دهند. برخی از پویشگرهای تخصصی، با دوربین ویدئویی استاندارد کار می‌کنند. این نوع پویشگرها، سیگنال ویدئویی را به سیگنال دیجیتال (رقمی) قابل پردازش برای نرم‌افزار رایانه تبدیل می‌کنند. یکی از انواع متداول پویشگر، پویشگر دستی است که کاربر آن را در دست خود گرفته و روی سند می‌کشد. این پویشگرها ارزان قیمت هستند اما سطح پویش آن‌ها به چند سانتی‌متر محدود می‌شود؛ و دارای انواع مختلف و مارکهای مختلفی است که در آینده به شما توضییح خواهیم داد.